# Wladyslaw Znorko
Władysław Znorko, né à Roubaix le 23 mai 1958 et mort le 4 mars 2013 dans le 15e arrondissement de Marseille, est un auteur et metteur en scène de théâtre français d’origine polonaise.

## Biographie
Né en 1958 d'un père polonais originaire de Vilnius, Władysław Znorko passe son enfance à Roubaix, dans le Nord de la France. Il vit non loin de la gare de Croix - Wasquehal, lieu auquel il puise une part de son imaginaire, que l’on retrouve sous forme de rails, trains et locomotives dans plusieurs de ses spectacles, ou encore qui lui dicte d’investir des gares pour des performances étranges et poétiques.
Dans les années 1980, il s’installe à Lyon où il fonde sa compagnie, le Cosmos Kolej. La presse le compare à Tadeusz Kantor.
Au début des années 1990, il part vivre face aux îles Blasket, à Dunquin, la ville la plus à l’ouest d’Irlande, où il restera pendant sept ans. Puis en 2001, il revient s’installer en France, à Marseille, dans un lieu qu’il nomme la Gare franche — encore une gare —, ensemble composé d’une maison, d’un jardin et d’une usine désaffectée, dans le quartier de Saint-Antoine, quartier nord du 15e arrondissement de la cité phocéenne. Le lieu est à l’image de l’homme, poétique, artistique et social :  « défiant toutes les catégories : théâtre et potager, basse-cour et action culturelle, répétitions et libations ».
En plus d'une trentaine d'années, Znorko et le Cosmos Kolej ont fait route — chemin ou compagnie — avec entre autres Bruno Boeglin, Angélique Ionatos, Emiliano Suarez, Denis Lavant ou encore, parmi les fidèles, Irina Vavilova,  Florence Masure, Jean-Pierre Hollebecq, David Bursztein, Wilma Lévy ou Philippe Vincenot. Et les interprètes des spectacles de Znorko se font à la fois acteurs, musiciens, danseurs, acrobates.
Après des alertes de santé répétées depuis plusieurs années, Władysław Znorko meurt d’une crise cardiaque dans la nuit du 4 au 5 mars 2013 à Marseille,.

## Le Cosmos Kolej
Władysław Znorko fonde le Cosmos Kolej — « découverte de l’univers » — en 1981 à Lyon, aux côtés de Silvi Bronsart et Jean-Pierre Hollebecq. Les performances et les spectacles du Cosmos Kolej mettent en scène un bric-à-brac d’objets hétéroclites, appareillages de bric et de broc, dans des lieux aux marges du monde (des non-lieux, des u-topies au sens étymologique d'οὐ-τόπος), des décors expressionnistes, emplis de fumée, qui évoquent un « onirisme de la survie entre art brut et art forain ». Les comédiens s’y expriment parfois à travers un gromelot à consonances slaves, la bande sonore est omniprésente, la musique est jouée en direct, sur scène par les acteurs. Le spectateur est chaque fois convié à une sorte d’« expédition-spectacle », comme l’écrit Thibaudat à propos de La Maison du géomètre.
L’emblème du Cosmos Kolej est une roue de vélo, trace laissée au pochoir sur les murs de toutes les villes d’Europe traversées par la troupe. Il symbolise des cycles de création : « voyage en littérature » (Les Saisons, Un Grand-Meaulnes, Chvéïk au terminus du monde) ; « racines en Europe centrale et orientale » (L'Attrapeur de rats, Télescopes, Le Traité des mannequins, l’opéra De la maison des morts, Alpenstock) ; « Irlando ailleurs » (Ulysse à l'envers, La Vie d'un clou, Corrida) ; et un cycle « plus personnel ancré dans l’enfance [de Znorko] » (La Cité Cornu, La Maison du géomètre, À la Gare du coucou Suisse, Boucherie chevaline).

## Mises en scène
- 1982 : Berline Ballet
- 1983 : White Spirit
- 1983 : Performing Véranda
- 1983 : Premier éphéméride de la performance sauvage
- 1984 : Malaria, « Spectacle de guenilles et de mygales »
- 1984 : Der Zug, « Pièce pour locomotives à vapeur et petites gares »
- 1985 : Expédition polaire (négative météo)
- 1985-1987 : La Petite Wonder, « Spectacle fétiche en hommage à Paul Delvaux »
- 1986 : Partie de golf, « Parcours d’un songe du lit au pot de chambre »
- 1987 : Cantal - Oural
- 1987 : Les Saisons d’après Maurice Pons, au Centre culturel de Feyzin
- 1987-1988 : Téléscopes d’après Bruno Schulz
- 1989 : La Gare de Pavlosk (Human Holography), « Performance en site industriel »
- 1989 : L'Attrapeur de rat, de W. Znorko, « Cérémonie tordue sans flûte », inspiré d’écrit d'Alexandre Grine et Alexandre Vialatte, à la Maison de la Culture de Grenoble, et au Théâtre de la Bastille
- 1990 : La Cité Cornu, ou la disparition de Pinocchio de W. Znorko, inspiré de Pinocchio, au Festival d’Avignon et au Théâtre de la Bastille
- 1991 : La Maison du géomètre : voyage plastique et cinglé, à Brest
- 1992 :  Un Grand-Meaulnes, « Cinq ou six visions des étranges paradis d’Augustin Meaulnes et d’Alain-Fournier », d’après Alain-Fournier, au Théâtre des Célestins (Lyon)
- 1992 : Le Traité des mannequins, « Instantané de théâtre en hommage aux cent ans de Bruno Schulz », d'après Bruno Schulz, à Oullins
- 1993 : Chvéïk au terminus du monde, « Fin possible au roman de Jaroslav Hašek », de * 1993 : W. Znorko, au Festival d’Avignon
- 1993 : Vive Le Progrès !, « Hommage ferroviaire à Alexandre Vialatte »
- 1994 : Ulysse à l’envers de W. Znorko, « Conte musical des Îles Blasket », au Centre culturel de Saint-Priest, au Théâtre de Gennevilliers et au Festival d’Avignon
- 1995 :  L’Excentrique Triangulaire, « Hommage aux frères Lumière de Roberto Tricarri »
- 1996 : De la maison des morts, opéra de Leoš Janáček
- 1997 : La Vie d’un clou de W. Znorko, « Un voyage plus long que le lit », à Namur et Liège (Belgique) et au Théâtre du Point-du-Jour (Lyon)
- 1997-1998 : Le Traité des mannequins, « Hommage à Bruno Schulz »
- 1998 : Alpenstock de W. Znorko, au Théâtre de la Ville
- 1999 : Corrida, « tragédie grecque, comédie mexicaine », du Cosmos Kolej, (textes en espagnol et textes en grec), au Festival d’Avignon
- 1999-2000 : À la gare du coucou suisse, à Lille, Vannes, Brest (repris en 2002 au Théâtre de l'Est parisien)
- 2002 : Les Saisons d’après Maurice Pons, au Théâtre Firmin Gémier / La Piscine (Châtenay-Malabry)
- 2004 : Koursk de W. Znorko, musique de Phil Spectrum, Théâtre Massalia (Marseille)
- 2004 : Le Traité des mannequins, d'après Bruno Schulz, au Glob Théâtre (Bordeaux) et au Théâtre de la Cité internationale
- 2005 : Les Boutiques de cannelle, aux Subsistances (Lyon) et au Théâtre de la Cité internationale
- 2008 :  Boucherie chevaline de W. Znorko, au Prato (Lille)
- 2009 : Mon Golem de W. Znorko, au Théâtre Toursky (Marseille)
- 2010-2011 : Le Passage du cap Horn, à Clermont-Ferrand

## Publications
- Ulysse à l'envers : almanach des naufrages, petits et grands, Arles, Actes Sud, « Actes Sud-Papiers », 1994  (ISSN 0298-0592)
- Zoologie des faubourgs et autres textes, Paris, L'Âge d'homme, 2013  (ISBN 978-28251-4363-6)

## Filmographie
- Dans mon jardin la mer
- Le Vietnam dans mon jardin
- Koursk

### Notices d'autorité
- Ressources relatives au spectacle :   - Archives suisses des arts de la scène
  - Les Archives du spectacle
- Notices d'autorité :   - VIAF
  - ISNI
  - BnF (données)
  - IdRef
  - LCCN